# Centro Acuático de Tokio
El Centro Acuático de Tokio (en japonés: 東京 ア ク ア テ ィ ク ス セ ン タ ー Tōkyō akuatikusu sentā) es una piscina olímpica ubicada en Tokio. Fue la sede de las competencias de natación, nado sincronizado y salto en los Juegos Olímpicos de Tokio 2020 y de natación en los Juegos Paralímpicos de Tokio 2020.

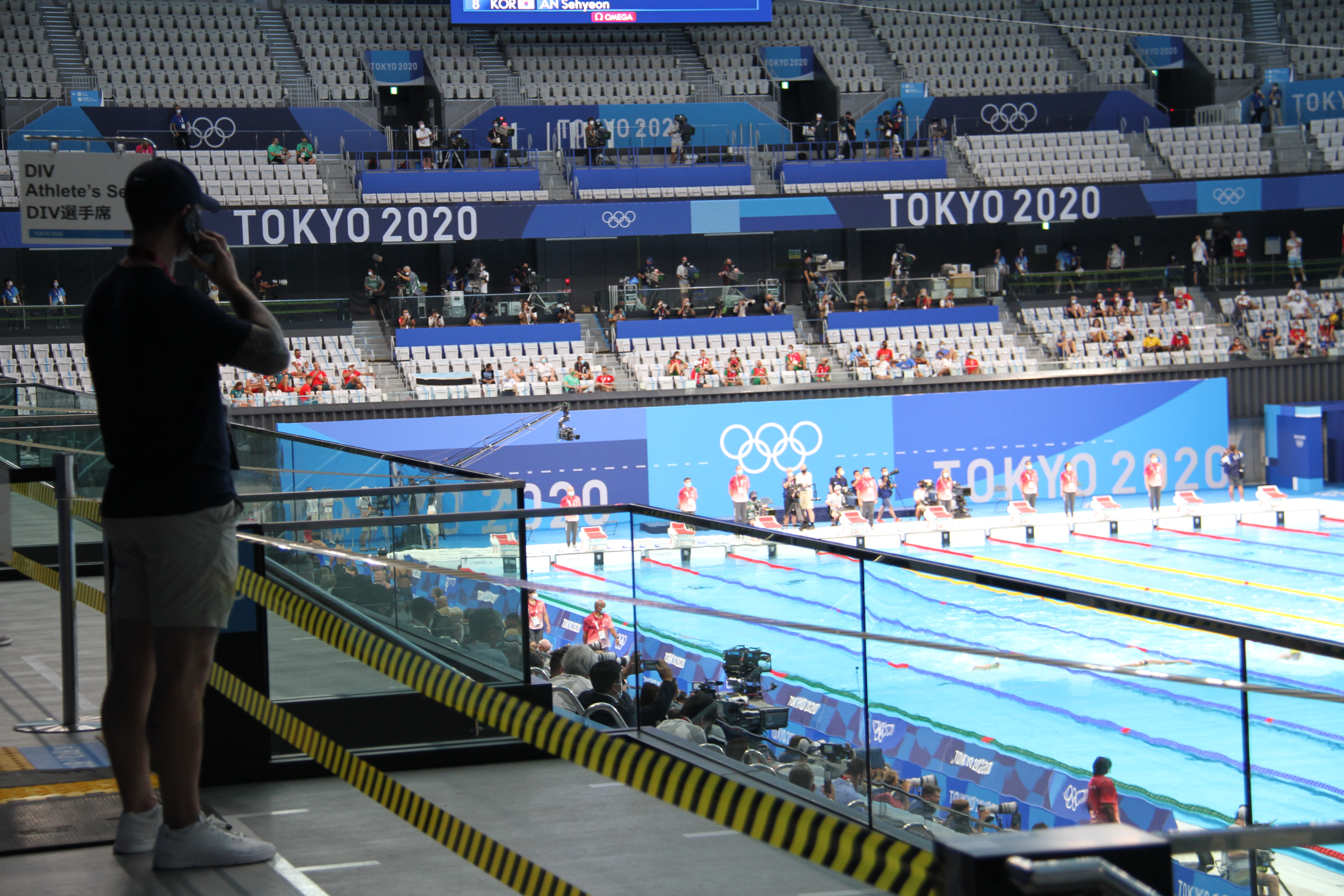

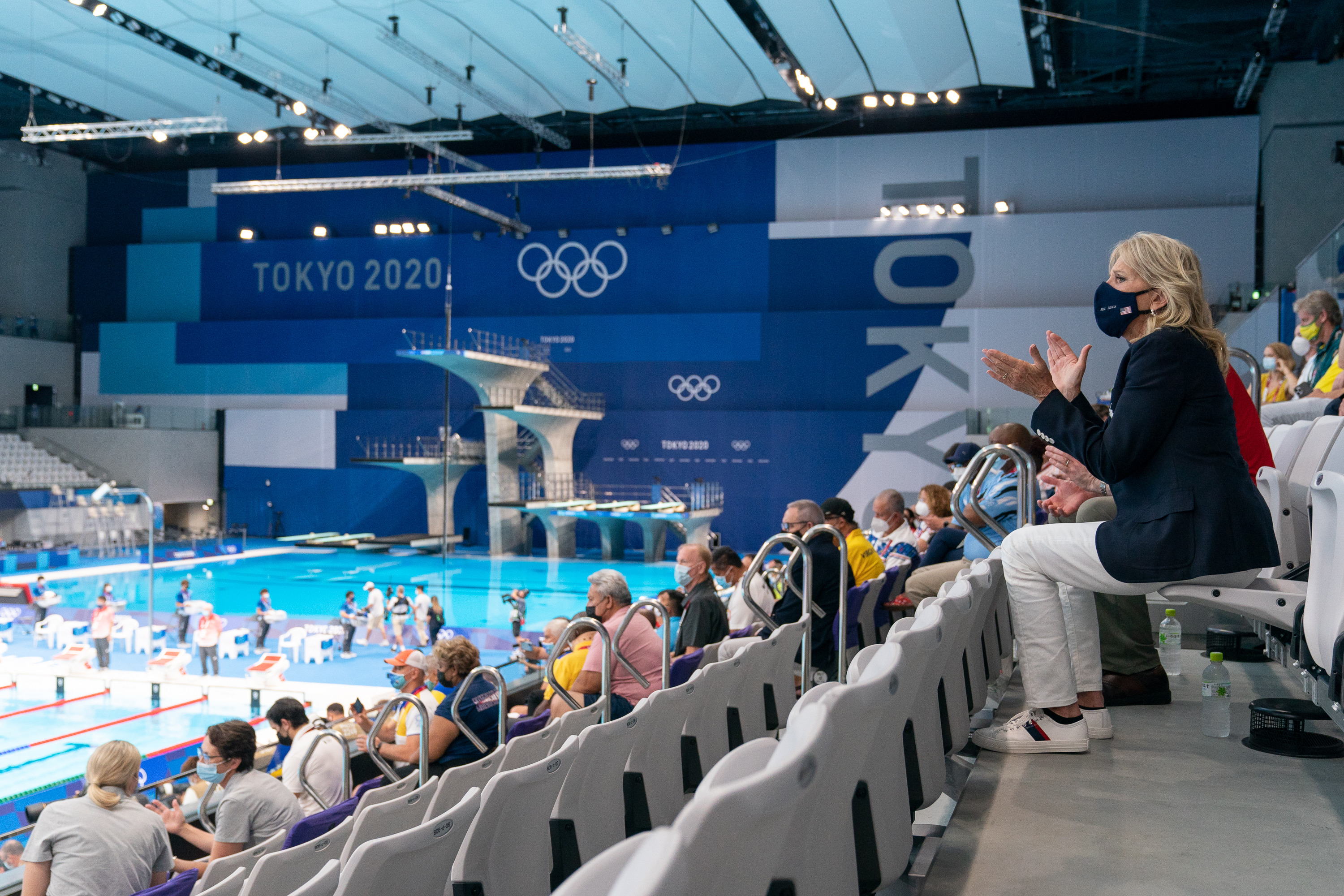

## Historia
La construcción del centro comenzó en abril de 2017 y se completó en febrero de 2020 por el Gobierno Metropolitano de Tokio. En 2018, durante la construcción, se descubrió el escándalo de la manipulación de los datos de amortiguadores de aislamiento sísmico por parte de la empresa KYB, y dado que dichos dispositivos también se utilizaron en este edificio, fue necesario reemplazar los amortiguadores de aceite hidráulico del edificio. La inauguración del edificio estaba programada para marzo de 2020 en la Copa Olímpica Juvenil, pero fue cancelada debido a los efectos de la pandemia de COVID-19 en ese país. Ocurrió el 26 de octubre de 2020 con una exhibición deportiva.

## Características
El centro acuático tiene cinco pisos. Cuenta con una piscina principal, una piscina secundaria y una fosa de clavados. La capacidad del recinto es de 15 000 espectadores. Después de los juegos olímpicos y los paralímpicos, la capacidad se reducirá a unas 5 000 y se utilizará en competiciones a gran escala como los Campeonatos de Japón y los Juegos Olímpicos Juveniles.

## Ubicación
El centro está localizado en Parque costero de Tatsuminomori, en la zona Tatsumi del distrito de Kōtō en el sur de la prefectura de Tokio. Se puede llegar al centro mediante la estación Tatsumi, de la línea Yūrakuchō del metro de Tokio.